# Nazionale femminile di roller derby della Finlandia
La nazionale di roller derby della Finlandia è la selezione maggiore femminile di roller derby, il cui nickname è Team Finland, che rappresenta la Finlandia nelle varie competizioni ufficiali o amichevoli riservate a squadre nazionali. Si è classificata quinta nel campionato mondiale di roller derby 2011 e 2014.

## Risultati
Legenda: Grassetto: Risultato migliore, Corsivo: Mancate partecipazioni

## Dettaglio stagioni

### Amichevoli
| Stagione | Vin | Par | Per | Tot | PF  | PS   | avversaria             |
| -------- | --- | --- | --- | --- | --- | ---- | ---------------------- |
| 2011     | 0   | 0   | 1   | 1   | 71  | 135  | Svezia                 |
| 2012     | 0   | 0   | 1   | 1   | 6   | 639  | Stati Uniti            |
| 2014     | 1   | 0   | 1   | 2   | 311 | 434  | Svezia, Team EuroTräsh |
|          |     |     |     |     |     |      |                        |
| Totale   | 1   | 0   | 3   | 4   | 389 | 1208 |                        |

### Tornei

#### Mondiali
| Stagione | regular season | regular season | regular season | regular season | regular season | regular season | playoff | playoff | playoff | playoff | playoff | playoff   | playoff    |
|          | Vin            | Par            | Per            | Tot            | PF             | PS             | Vin     | Per     | Tot     | PF      | PS      | risultato | avversaria |
| -------- | -------------- | -------------- | -------------- | -------------- | -------------- | -------------- | ------- | ------- | ------- | ------- | ------- | --------- | ---------- |
| 2011     | 0              | 0              | 2              | 2              | 109            | 283            | 3       | 1       | 4       | 416     | 817     | Quinta    | Svezia     |
| 2014     | 3              | 0              | 0              | 3              | 686            | 148            | 1       | 1       | 2       | 528     | 414     | Quinta    | Canada     |
|          |                |                |                |                |                |                |         |         |         |         |         |           |            |
| Totale   | 3              | 0              | 2              | 5              | 795            | 431            | 4       | 2       | 6       | 944     | 1231    |           |            |

### Riepilogo bout disputati
| Anno | Luogo    | Evento                    | Fase del torneo          | Incontro                   | Risultato |
| 2011 | Helsinki | Amichevole                |                          | Finlandia - Svezia         | 71 - 135  |
| 2011 | Toronto  | Mondiale                  | Fase a gironi            | Australia - Finlandia      | 179 - 29  |
| 2011 | Toronto  | Mondiale                  | Fase a gironi            | Finlandia - Germania       | 80 - 104  |
| 2011 | Toronto  | Mondiale                  | Primo turno playoff      | Irlanda - Finlandia        | 134 - 148 |
| 2011 | Toronto  | Mondiale                  | Quarti di finale         | Canada - Finlandia         | 499 - 31  |
| 2011 | Toronto  | Mondiale                  | Terzo turno consolazione | Francia - Finlandia        | 84 - 115  |
| 2011 | Toronto  | Mondiale                  | Finale 5º - 6º posto     | Svezia - Finlandia         | 100 - 122 |
| 2012 | Helsinki | Amichevole                |                          | Finlandia - Stati Uniti    | 6 - 639   |
| 2014 | Helsinki | Amichevole                |                          | Finlandia - Svezia         | 188 - 160 |
| 2014 | Malmö    | WFTDA European Tournament |                          | Finlandia - Team EuroTräsh | 123 - 274 |
| 2014 | Dallas   | Mondiale                  | Fase a gironi            | Finlandia - Colombia       | 248 - 32  |
| 2014 | Dallas   | Mondiale                  | Fase a gironi            | Finlandia - Scozia         | 126 - 78  |
| 2014 | Dallas   | Mondiale                  | Fase a gironi            | Finlandia - Messico        | 312 - 38  |
| 2014 | Dallas   | Mondiale                  | Ottavi di finale         | Finlandia - Belgio         | 383 - 124 |
| 2014 | Dallas   | Mondiale                  | Quarti di finale         | Canada - Finlandia         | 290 - 145 |

## Confronti con le altre Nazionali
Questi sono i saldi della Finlandia nei confronti delle Nazionali incontrate.

### Saldo positivo
| Nazionale | Giocate | Vinte | Pareggiate | Perse | PF  | PS  | Ultima vittoria | Ultimo pari | Ultima sconfitta |
| --------- | ------- | ----- | ---------- | ----- | --- | --- | --------------- | ----------- | ---------------- |
| Messico   | 1       | 1     | 0          | 0     | 312 | 38  | 2014            | -           | -                |
| Belgio    | 1       | 1     | 0          | 0     | 383 | 124 | 2014            | -           | -                |
| Colombia  | 1       | 1     | 0          | 0     | 248 | 32  | 2014            | -           | -                |
| Scozia    | 1       | 1     | 0          | 0     | 126 | 78  | 2014            | -           | -                |
| Francia   | 1       | 1     | 0          | 0     | 115 | 84  | 2014            | -           | -                |
| Irlanda   | 1       | 1     | 0          | 0     | 148 | 134 | 2011            | -           | -                |
| Svezia    | 3       | 2     | 0          | 1     | 381 | 395 | 2014            | -           | 2011             |

### Saldo negativo
| Nazionale   | Giocate | Vinte | Pareggiate | Perse | PF  | PS  | Ultima vittoria | Ultimo pari | Ultima sconfitta |
| ----------- | ------- | ----- | ---------- | ----- | --- | --- | --------------- | ----------- | ---------------- |
| Stati Uniti | 1       | 0     | 0          | 1     | 6   | 639 | -               | -           | 2012             |
| Canada      | 2       | 0     | 0          | 2     | 176 | 789 | -               | -           | 2014             |
| Australia   | 1       | 0     | 0          | 1     | 29  | 179 | -               | -           | 2011             |
| Germania    | 1       | 0     | 0          | 1     | 80  | 104 | -               | -           | 2011             |